# Delegatie van het Europees Parlement
De Delegaties van het Europees Parlement onderhouden contacten met de parlementen van landen die geen lid zijn van de Europese Unie. 
Er zijn 32 delegaties, elke delegatie bestaat uit 15 leden van het Europees Parlement. De voorzitters van de delegaties maken deel uit van de Conferentie van delegatievoorzitters.

## Drie typen
Er zijn drie typen delegaties: 
- Interparlementaire delegaties. Deze delegaties hebben contact met parlementen van landen buiten de Europese Unie die geen kandidaat zijn voor toetreding.
- Gemengde parlementaire commissies. Deze delegaties hebben contact met parlementen van landen die kandidaat zijn om toe te treden tot de Europese Unie, zoals Moldavië,  en met parlementen van landen die geassocieerd worden met de EU, zoals Noorwegen, IJsland en Zwitserland.
- De delegatie van het Europees Parlement bij de Paritaire Vergadering ACS. Hierin zitten leden van het Europees Parlement, samen met parlementariërs uit de ACS-staten, landen in Afrika, het Caribisch gebied en de Stille Oceaan, een groep landen die een speciale band heeft met de Europese Unie.